# إسحاق بيرد
إسحاق بيرد (بالإنجليزية: Isaac Byrd)‏ هو لاعب كرة قدم أمريكية أمريكي، ولد في 16 نوفمبر 1974.

## وصلات خارجية
- إسحاق بيرد على موقع مرجع كرة القدم المحترفة.كوم (الإنجليزية)